# Astaena iridescens
Astaena iridescens är en skalbaggsart som beskrevs av Frey 1974. Astaena iridescens ingår i släktet Astaena och familjen Melolonthidae. Inga underarter finns listade.